# 2023년 센트럴 리그 클라이맥스 시리즈
2023년 센트럴 리그 클라이맥스 시리즈(일본어: 2023年のセントラル・リーグクライマックスシリーズ, 영어: 2023 Central League Climax Series)는 2023년 10월에 개최된 일본 프로 야구 센트럴 리그의 클라이맥스 시리즈 경기이다. 이 시리즈에서는 JERA가 메인 스폰서를 맡게 되면서 ‘2023 JERA 클라이맥스 시리즈 센트럴’(2023 JERA クライマックスシリーズ セ)이라는 이름으로 개최됐다.

## 개요
이 대회는 SMBC 일본 시리즈 2023 출전권을 내건 플레이오프 토너먼트이다.

### 퍼스트 스테이지
정규 시즌 2위 팀인 히로시마 도요 카프와 3위 팀인 요코하마 DeNA 베이스타스와의 3전 2선승제로 치렀고, 승리팀인 히로시마는 파이널 스테이지에 진출했다. 양 팀이 CS에서 맞붙는 것은 2016년, 2017년 파이널 스테이지 이후로, 퍼스트 스테이지에서는 처음이다.
히로시마가 퍼스트 스테이지를 홈구장에서 개최하는 것은 이번이 처음이다. 이로써 센트럴·퍼시픽 전체 12개 구단이 최소 1회 이상 퍼스트 스테이지를 홈구장에서 개최한 실적을 갖게 됐다.
- 일시 : 10월 14일부터 10월 15일
- 구장 : MAZDA Zoom-Zoom 스타디움 히로시마

### 파이널 스테이지
정규 시즌 시즌 1위 팀인 한신 타이거스(어드밴티지 1승이 미리 주어진다)와 퍼스트 스테이지 승리팀인 히로시마 도요 카프와 6전 4선승제로 치렀고, 승리팀인 한신은 SMBC 일본 시리즈 2023의 출전권을 얻었다.
한신이 2007년 CS 도입 후 처음으로 정규 시즌 우승을 달성했기 때문에 한신이 주관하는 고시엔 구장에서 개최하는 것은 이번이 처음이며 이로 인해 센트럴 리그에서 파이널 스테이지의 홈구장 개최 실적이 없는 구단은 DeNA가 유일하다.
히로시마와 한신은 파이널 스테이지에서의 맞대결은 없었고 이번 파이널 스테이지에서는 첫 매치업이 된다.
- 일시 : 10월 18일부터 10월 20일
- 구장 : 한신 고시엔 구장

## 클라이맥스 시리즈 참가 팀 및 감독
| 팀 순위       | 소속                     | 감독            | 정규시즌 성적 |
| ------------- | ------------------------ | --------------- | ------------- |
| 정규 리그 1위 | 한신 타이거스            | 오카다 아키노부 | 85승 5무 53패 |
| 정규 리그 2위 | 히로시마 도요 카프       | 아라이 다카히로 | 74승 4무 65패 |
| 정규 리그 3위 | 요코하마 DeNA 베이스타스 | 미우라 다이스케 | 74승 3무 66패 |

### 대진표
|  | 퍼스트 스테이지(준결승) | 퍼스트 스테이지(준결승) |                                                 |      | 파이널 스테이지(결승) | 파이널 스테이지(결승) |
|  |                         |                         |                                                 |      |                       |                       |
|  |                         |                         |                                                 |      |                       |                       |
|  |                         |                         |                                                 |      |                       |                       |
|  |                         |                         |                                                 |      |                       |                       |
|  |                         |                         | (6전 4선승제) 한신 고시엔 구장                  |      |                       |                       |
|  |                         |                         |                                                 |      |                       |                       |
|  | 한신(CL 우승)           | ☆◯◯○                    |                                                 |      |                       |                       |
|  | 한신(CL 우승)           | ☆◯◯○                    | (3전 2선승제) MAZDA Zoom-Zoom 스타디움 히로시마 |      |                       |                       |
|  |                         |                         | 히로시마                                        | ★●●● |                       |                       |
|  | 히로시마(CL 2위)        | ◯◯                      | 히로시마                                        | ★●●● |                       |                       |
|  | 히로시마(CL 2위)        | ◯◯                      |                                                 |      |                       |                       |
|  | DeNA(CL 3위)            | ●●                      |                                                 |      |                       |                       |
|  | DeNA(CL 3위)            | ●●                      |                                                 |      |                       |                       |
|  |                         |                         |                                                 |      |                       |                       |
|  |                         |                         |                                                 |      |                       |                       |
|  |                         |                         |                                                 |      |                       |                       |
|  |                         |                         |                                                 |      |                       |                       |

- ☆·★ = 파이널 스테이지 어드밴티지 부여에 따라 우선 승패를 나눠 가져감.

## 경기 일정

### 퍼스트 스테이지
- 1차전 : 10월 14일
- 2차전 : 10월 15일

경기 개시 시각
- 1·2차전 모두 13시에 시작(3차전이 개최될 경우 18시에 시작할 예정이었다).

### 파이널 스테이지
- 1차전 : 10월 18일
- 2차전 : 10월 19일
- 3차전 : 10월 20일

경기 개시 시각
- 1·2·3차전 모두 18시에 시작(6차전이 열리는 경우에도 포함, 4·5차전이 열릴 경우에는 14시)

## 경기 결과

### 퍼스트 스테이지

#### 경기 기록
| 일시                       | 경기  | 원정팀(선공)             | 스코어 | 홈팀(후공)         | 개최 구장                         |
| -------------------------- | ----- | ------------------------ | ------ | ------------------ | --------------------------------- |
| 10월 14일(토)              | 1차전 | 요코하마 DeNA 베이스타스 | 2 - 3  | 히로시마 도요 카프 | MAZDA Zoom-Zoom 스타디움 히로시마 |
| 10월 15일(일)              | 2차전 | 요코하마 DeNA 베이스타스 | 2 - 4  | 히로시마 도요 카프 | MAZDA Zoom-Zoom 스타디움 히로시마 |
| 승리팀: 히로시마 도요 카프 |       |                          |        |                    |                                   |

#### 1차전
- 10월 14일 - MAZDA Zoom-Zoom 스타디움 히로시마

| 팀                                                                                         | 1 | 2 | 3 | 4 | 5 | 6 | 7 | 8 | 9 | 10 | 11 | R | H  | E |
| DeNA                                                                                       | 0 | 0 | 0 | 0 | 0 | 2 | 0 | 0 | 0 | 0  | 0  | 2 | 12 | 0 |
| 히로시마                                                                                   | 0 | 0 | 0 | 0 | 0 | 1 | 0 | 1 | 0 | 0  | 1X | 3 | 9  | 0 |
| 승리 투수: 닉 털리(1-0) 패전 투수: J. B. 웬델켄(0-1) 홈런: DeNA – 미야자키 도시로(6회 2점) |   |   |   |   |   |   |   |   |   |    |    |   |    |   |

#### 2차전
- 10월 15일 - MAZDA Zoom-Zoom 스타디움 히로시마

| 팀 | 1 | 2 | 3 | 4 | 5 | 6 | 7 | 8 | 9 | R | H | E |
| DeNA | 0 | 0 | 0 | 0 | 0 | 0 | 2 | 0 | 0 | 2 | 7 | 0 |
| 히로시마 | 1 | 0 | 0 | 0 | 0 | 1 | 0 | 2 | X | 4 | 7 | 0 |
| 승리 투수: 시마우치 소타로(1-0) 패전 투수: 가미차타니 다이가(0-1) 세이브: 구리바야시 료지(1S) 홈런: 히로시마 – 니시카와 료마(1회 1점), 스에카네 쇼타(6회 1점) |   |   |   |   |   |   |   |   |   |   |   |   |

### 파이널 스테이지

#### 경기 기록
| 일시                  | 경기       | 원정팀(선공)       | 스코어 | 홈팀(후공)    | 개최 구장        |
| --------------------- | ---------- | ------------------ | ------ | ------------- | ---------------- |
| 어드밴티지            | 어드밴티지 | 히로시마 도요 카프 |        | 한신 타이거스 |                  |
| 10월 18일(수)         | 1차전      | 히로시마 도요 카프 | 1 - 4  | 한신 타이거스 | 한신 고시엔 구장 |
| 10월 19일(목)         | 2차전      | 히로시마 도요 카프 | 1 - 2  | 한신 타이거스 | 한신 고시엔 구장 |
| 10월 20일(금)         | 3차전      | 히로시마 도요 카프 | 2 - 4  | 한신 타이거스 | 한신 고시엔 구장 |
| 승리팀: 한신 타이거스 |            |                    |        |               |                  |

#### 1차전
- 10월 18일 - 한신 고시엔 구장

| 팀 | 1 | 2 | 3 | 4 | 5 | 6 | 7 | 8 | 9 | R | H | E |
| 히로시마 | 0 | 0 | 0 | 1 | 0 | 0 | 0 | 0 | 0 | 1 | 4 | 0 |
| 한신 | 0 | 0 | 0 | 1 | 3 | 0 | 0 | 0 | X | 4 | 5 | 0 |
| 승리 투수: 무라카미 쇼키(1-0) 패전 투수: 구리 아렌(0-1) 세이브: 이와자키 스구루(1S) 홈런: 한신 – 모리시타 쇼타(4회 1점) |   |   |   |   |   |   |   |   |   |   |   |   |

#### 2차전
- 10월 19일 - 한신 고시엔 구장

| 팀                                                              | 1 | 2 | 3 | 4 | 5 | 6 | 7 | 8 | 9  | R | H | E |
| 히로시마                                                        | 1 | 0 | 0 | 0 | 0 | 0 | 0 | 0 | 0  | 1 | 7 | 1 |
| 한신                                                            | 0 | 1 | 0 | 0 | 0 | 0 | 0 | 0 | 1X | 2 | 5 | 0 |
| 승리 투수: 이와자키 스구루(1-0) 패전 투수: 구리바야시 료지(0-1) |   |   |   |   |   |   |   |   |    |   |   |   |

#### 3차전
- 10월 20일 - 한신 고시엔 구장

| 팀                                                                                        | 1 | 2 | 3 | 4 | 5 | 6 | 7 | 8 | 9 | R | H  | E |
| 히로시마                                                                                  | 0 | 0 | 0 | 1 | 1 | 0 | 0 | 0 | 0 | 2 | 10 | 0 |
| 한신                                                                                      | 0 | 0 | 0 | 2 | 0 | 1 | 1 | 0 | X | 4 | 7  | 1 |
| 승리 투수: 기리시키 다쿠마(1-0) 패전 투수: 도코다 히로키(0-1) 세이브: 이와자키 스구루(2S) |   |   |   |   |   |   |   |   |   |   |    |   |

## 수상 선수
- 클라이맥스 시리즈 MVP : 기나미 세이야(한신)

3경기에 출전하여 타율 0.500(10타수 5안타)을 기록했고 2차전에서 끝내기 안타를 때려내는 활약을 보였다.

## 같이 보기
- 2023년 퍼시픽 리그 클라이맥스 시리즈
- 2023년 일본 시리즈